# David Wells
David Wells (nacido el 10 de diciembre de 1951 en Estados Unidos) es un actor y productor estadounidense, conocido por sus apariciones en cine y televisión. Inició su carrera actoral en 1984 con un papel en la serie Dallas. A lo largo de su trayectoria, ha participado en producciones destacadas como Basic Instinct (1992), House (2004–2012), Mentes criminales (2005–2020), Rules of Engagement (2007–2013) y Shameless (2011–2021), donde interpretó al Padre Pete en su última actuación televisiva conocida.
Además de su trabajo como actor, incursionó en la producción con la película Elephant Sighs (2012), un drama independiente. Su versatilidad le permitió desempeñarse en diversos géneros, desde thrillers hasta comedias, como Miss March (2009) y Superdetective en Hollywood (The Last Boy Scout, 1991).
Wells ha colaborado en series de gran audiencia, como Big Love (2006–2011) y Californication (2007–2014), consolidándose como un actor secundario recurrente en la industria del entretenimiento.

## Filmografía
- 2011-2013, Shameless - Serie
- 2013, Parks and Recreation - Serie
- 2012, Elephant Sighs - Película, también fue el productor
- 2012, Shadow of Fear - Película
- 2011, Good Luck Charlie, It's Christmas! - Película
- 2011, House - Serie
- 2011, Rules of Engagement - Serie
- 2009-2011, The Young and the Restless - Serie
- 2011, Criminal Minds - Serie
- 2010, Big Love - Serie
- 2009, Otis E. - Película
- 2009, Miss March - Película
- 2008, Las Vegas - Serie
- 2007, My Name Is Earl - Serie
- 2007, Out of Jimmy's Head - Serie
- 2007, The ½ Hour News Hour - Serie
- 2007, Avenging Angel - Película
- 2007, He Was a Quiet Man - Película
- 2006, Bones - Serie
- 2006, Freddie - Serie
- 2005, Commander in Chief - Serie
- 2005, Curb Your Enthusiasm - Serie
- 2005, Demon Hunter - Serie
- 2005, Charmed - Serie
- 2004, CSI: Crime Scene Investigation - Serie
- 2004, Jesus the Driver - Película
- 2003, Dragnet - Serie
- 2002, Terminal Error - Película
- 2002, Girlfriends - Serie
- 2002, Contagion - Película
- 2001, JAG Alerta Roja - Serie
- 2001, The Bernie Mac Show - Serie
- 2001, Six Feet Under - Serie
- 2000, 7th Heaven - Serie
- 2000, Resurrection Blvd. - Serie
- 2000, Buffy the Vampire Slayer - Serie
- 2000, Martial Law - Serie
- 1996-2000, Diagnosis Murder - Serie
- 1999, One Heart Broken Into Song - Película
- 1999, The X Files - Serie
- 1999, Get Real - Serie
- 1999, Inherit the Wind - Película
- 1999, Beverly Hills, 90210 - Serie
- 1999, Sabrina, the Teenage Witch - Serie
- 1998, Babylon 5 - Serie
- 1998, Dharma y Greg - Serie
- 1998, Progeny - Película
- 1998, Murphy Brown - Serie
- 1997, Breast Men - Película
- 1997, Best Men - Película
- 1997, Buried Alive II - Película
- 1997, The Practice - Serie
- 1997, The Parent'Hood - Serie
- 1997, Nash Bridges - Serie
- 1996, Yesterday's Target - Película
- 1996, The Wayans Bros - Serie
- 1995, The Fresh Prince of Bel-Air - Serie
- 1995, Ellen - Serie
- 1995, Dream On - Serie
- 1995, Weird Science - Serie
- 1994, Roseanne - Serie
- 1994, Matlock - Serie
- 1994, Twin Sitters - Película
- 1994, Cracking Up - Película
- 1994, Amelia Earhart: The Final Flight - Película
- 1994, Future Shock - Película
- 1993, Doorways - Película
- 1993, Lightning in a Bottle - Película
- 1993, The Skateboard Kid - Película
- 1993, Philadelphia Experiment II - Película
- 1993, Return of the Living Dead III - Película
- 1993, Love, Honor & Obey: The Last Mafia Marriage - Película
- 1993, Black Widow Murders: The Blanche Taylor Moore Story - Película
- 1993, Wild Cactus - Película
- 1992-1993, Nurses - Serie
- 1992, Cruel Doubt - Película
- 1992, Basic Instinct - Película
- 1992, Prey of the Chameleon - Película
- 1992, Timescape - Película
- 1991, Married with Children - Serie
- 1991, Other People's Money - Película
- 1991, Marilyn and Me - Película
- 1991, Jake and the Fatman - Serie
- 1991, Guyver - Película
- 1990, Father Dowling Mysteries - Serie
- 1989, Designing Women - Serie
- 1989, The Jigsaw Murders - Película
- 1989, Do You Know the Muffin Man? - Película
- 1989, A Cry for Help: The Tracey Thurman Story - Película
- 1989, Society - Película
- 1988, To Heal a Nation - Película
- 1987, It's Garry Shandling's Show - Serie
- 1986, T. J. Hooker - Serie
- 1986, Moonlighting - Serie
- 1986, The Twilight Zone - Serie
- 1985-1986, Trapper John, M.D. - Serie
- 1985, El coche fantástico - Serie
- 1985, Benson - Serie
- 1985, Otherworld - Miniserie
- 1985, Street Hawk - Serie
- 1984, Starman - Película
- 1984, Beverly Hills Cop - Película
- 1984, Knots Landing - Serie
- 1984, Dallas - Serie